# Mikronézia a 2011-es úszó-világbajnokságon
Mikronézia a 2011-es úszó-világbajnokságon három úszóval vett részt.

## Úszás
Férfi
| Versenyző             | Esemény                        | Selejtező | Selejtező | Elődöntő          | Elődöntő          | Döntő             | Döntő             |
| Versenyző             | Esemény                        | Idő       | Helyezés  | Idő               | Helyezés          | Idő               | Helyezés          |
| --------------------- | ------------------------------ | --------- | --------- | ----------------- | ----------------- | ----------------- | ----------------- |
| Kerson Hadley         | Férfi 50 méteres gyorsúszás    | 25.72     | 70        | Nem jutott tovább | Nem jutott tovább | Nem jutott tovább | Nem jutott tovább |
| Kerson Hadley         | Férfi 50 méteres hátúszás      | 30.46     | 33        | Nem jutott tovább | Nem jutott tovább | Nem jutott tovább | Nem jutott tovább |
| Dionisio Augustine II | Férfi 100 méteres gyorsúszás   | 1:02.41   | 94        | Nem jutott tovább | Nem jutott tovább | Nem jutott tovább | Nem jutott tovább |
| Dionisio Augustine II | Férfi 50 méteres pillangóúszás | 30.59     | 51        | Nem jutott tovább | Nem jutott tovább | Nem jutott tovább | Nem jutott tovább |

Női
| Versenyző    | Esemény                       | Selejtező | Selejtező | Elődöntő          | Elődöntő          | Döntő             | Döntő             |
| Versenyző    | Esemény                       | Idő       | Helyezés  | Idő               | Helyezés          | Idő               | Helyezés          |
| ------------ | ----------------------------- | --------- | --------- | ----------------- | ----------------- | ----------------- | ----------------- |
| Debra Daniel | Női 100 méteres gyorsúszás    | 1:06.87   | 69        | Nem jutott tovább | Nem jutott tovább | Nem jutott tovább | Nem jutott tovább |
| Debra Daniel | Női 100 méteres pillangóúszás | 1:14.51   | 47        | Nem jutott tovább | Nem jutott tovább | Nem jutott tovább | Nem jutott tovább |